# Albissole 1909
El Albissole 1909 es un club de fútbol de Italia, que representa a las localidades de Albissola Marina y Albisola Superiore, en Liguria. Fue fundado en 1909 y refundado varias veces. Compite en la Promozione Liguria, sexta categoría del fútbol italiano.

## Historia
Fue fundado en el año 2010 en la ciudad de Albissola Marina luego de la fusión de dos equipos locales (Albisole 1909 y Gruppo Sportivo Santa Cecilia) con el nombre A.S.D. Albissola 2010.
Desde 2013 el club ha registrado varios ascensos de categoría que lo hicieron subir de las divisiones provinciales y regionales hasta la Serie D para la temporada 2017/18. En una temporada en la cuarta división consiguen ganar su grupo y logran el ascenso a la Serie C, un progreso que en Italia lo comparan con lo hecho por el Leicester City en la temporada 2015/16. Sin embargo, tras una sola temporada en la tercera división, el club decidió no seguir en Serie C por falta de instalaciones deportivas adecuadas para el fútbol profesional. Por lo tanto, perdió la afiliación a la Federación Italiana de Fútbol.

## Palmarés

### Torneos interregionales
- Serie D (1): 2017-18 (Grupo E)

### Torneos regionales
- Eccellenza Liguria (1): 2016-17
- Promozione Liguria (1): 2015-16 (Grupo A)
- Prima Categoria Liguria (1): 2023-24 (Grupo B)
- Seconda Categoria Liguria (1): 2021-22 (Grupo C)